# Ferdinand Christoph von Waldburg-Zeil

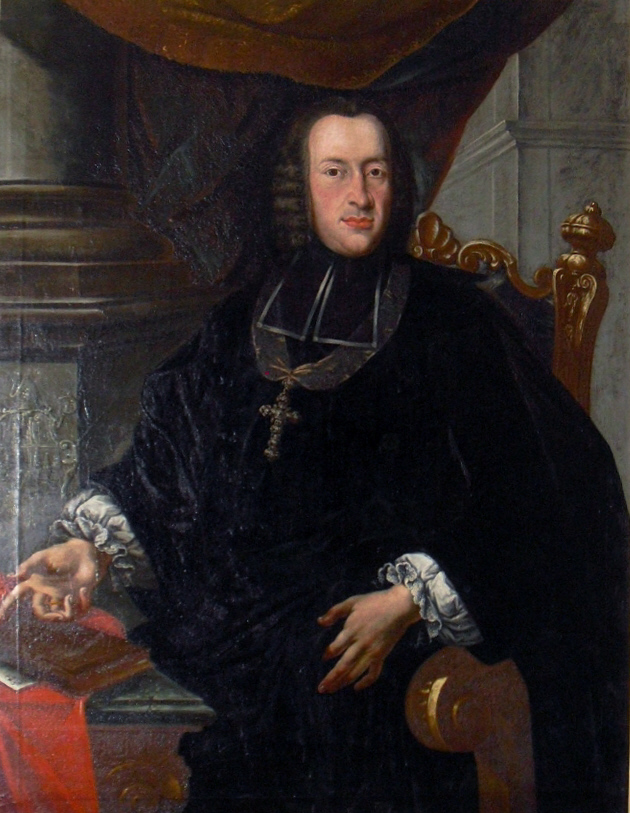
Bischof Ferdinand Christoph von Waldburg-Zeil

Ferdinand Christoph Reichserbtruchsess Graf von Waldburg Zeil (* 6. Februar 1719 in Salzburg; † 9. April 1786 ebenda) war 1773–1786 Fürstbischof von Chiemsee. Er galt als einer der bedeutendsten Kirchenpolitiker seiner Zeit.

## Familie
Ferdinand Christoph war Reichserbtruchsess, Freiherr auf Waldburg sowie Herr zu Wurzach, Marstetten, Altmannshofen, Wolfegg und Waldsee. Er entstammte der Linie Waldburg-Zeil des schwäbischen Adelsgeschlechts Waldburg. Seine Eltern waren Johann Jakob von Waldburg-Zeil, der in salzburgischen Diensten stand, und Maria Elisabeth Gräfin von Kuenburg.

## Leben
Ferdinand Christoph wurde 1729 in Salzburg als Rudimentist immatrikuliert. Ab 1736 studierte er am Collegium Clementinum in Rom, wo er 1738 in einer öffentlichen Disputation vor 25 Prälaten die Thesen seiner Abschlussarbeit zur Erlangung eines akademischen Grades verteidigte. Im selben Jahr hielt er in der päpstlichen Kapelle vor dem Kardinalskollegium eine an Papst Clemens XII. gerichtete lateinische Ansprache. 1745 wurde er Mitglied des Salzburger Domkapitels und 1746 Domherr in Augsburg. Zudem soll er ein Kanonikat in Halberstadt erhalten haben.
1750 entsandte ihn Erzbischof Andreas Jakob von Dietrichstein zu Verhandlungen über Salz- und Münzfragen mit dem Münchner Hof. Über diese Fragen verhandelte er nachfolgend noch mehrmals in München. Vermutlich wegen seines diplomatischen Geschicks wurde er 1753 zum Geheimen Rat ernannt und vom Salzburger Domkapitel zum Dekan gewählt. 1755 übertrug ihm Erzbischof Schrattenbach weit reichende Kompetenzen, die ihn zur Einsichtnahme in die gesamte Finanzverwaltung ermächtigten. 1757 nahm er am bayerischen Kreistag in Mühldorf teil. Zu einem Zerwürfnis mit dem Erzbischof kam es 1758, als diesem von Waldburg-Zeil und dem Domkapitel wirtschaftliche Versäumnisse vorgeworfen wurden. 1766 verhandelte Waldburg-Zeil für Salzburg in den Grenzstreitigkeiten im Zillertal und 1768 nahm er in Wien für Erzbischof Schrattenbach die Reichslehen entgegen. Beim Salzburger Kongress der bayerischen Bischöfe, der 1770 eröffnet wurde, oblag ihm die Leitung sowie die damit zusammenhängenden nachfolgenden Verhandlungen 1772–1777 am Münchner Hof. Der territorialistischen Kirchenpolitik Kurbayerns setzten die bayerischen Bischöfe ein am Febronianismus orientiertes Reformprogramm entgegen.
Nach dem Tod des Chiemseer Fürstbischofs Franz Karl Eusebius von Waldburg-Friedberg und Trauchburg ernannte Erzbischof Hieronymus von Colloredo am 18. Oktober 1772 Ferdinand Christoph von Waldburg-Zeil zu dessen Nachfolger. Nach der Bestätigung am 14. Februar 1773 erfolgte die Bischofsweihe am 9. Januar 1774 und die Amtseinführung erst am 9. Oktober 1774. Im selben Jahr unterzeichnete er einen Rezess des bayerischen Episkopats, mit dem die geistliche und weltliche Macht bei den Abt- bzw. Äbtissinnenwahlen festgelegt wurden. Auch als Bischof von Chiemsee blieb er Mitglied des Salzburger Domkapitels, musste jedoch auf das Amt des Dekans verzichten.
Bei der Ernennung zum Bischof von Chiemsee stand vermutlich ein Versöhnungswunsch des Erzbischofs Colloredo im Vordergrund, da Waldburg-Zeil schon nach dem Tod des Erzbischofs Schrattenbach 1771 als ein aussichtsreicher Nachfolgekandidat auf den Salzburger Erzbischofsstuhl galt. Dessen von Kurbayern unterstützte Wahl konnte nicht durchgesetzt werden, da sich die österreichischen Wahlgesandten für den damaligen Gurker Fürstbischof Colloredo entschieden. Durch diese Vorgänge war Waldburg-Zeils Verhältnis zu Erzbischof Colloredo belastet. 1779 protestierte Waldburg-Zeil zusammen mit dem Salzburger Domkapitel gegen die Steuerpolitik Colloredos. Der Streit wurde 1786 durch den Reichshofrat mit einem Vergleich beendet. Allerdings wurde Waldburg-Zeil von Erzbischof Colloredo unterstützt, als im Rahmen der Josephinischen Reformen die Diözesangrenzen an die Staatsgrenzen angepasst werden sollten. Diese Maßnahme, durch die das Bistum Chiemsee den südlichen auf Tiroler Gebiet liegenden Teil seines Sprengels verloren hätte, konnte abgewendet werden. Im Zuge der Reformen wurde allerdings das Dominikanerkloster Kitzbühel aufgehoben.
Als Anhänger der Aufklärung war Ferdinand Christoph von Waldburg-Zeil an den geistigen Strömungen seiner Zeit interessiert. Er korrespondierte mit Mitgliedern der Kurfürstenhäuser Bayern und Sachsen und zahlreichen anderen hochgestellten Persönlichkeiten. In Salzburg förderte er Wolfgang Amadeus Mozart und veranlasste die Ordnung des Domkapitel-Archivs. Vermutlich schon während seines Romaufenthaltes wurde er Mitglied der dortigen Akademie „Dei Pastori Arcadi“. Zusammen mit seinem Bruder Franz Anton beteiligte er sich an der Gründung der Kurfürstlichen Akademie in München, an der er jedoch aus politischen Gründen nicht Mitglied werden konnte.
In Salzburg gehörte er der Freimaurerloge Zur Fürsicht an und 1777 wurde er Vorsteher der Münchner Loge Zur Behutsamkeit.
Seit 1756 verfügte er über die hohe und niedere Jagdgerechtigkeit in einem bei Salzburg gelegenen Revier, in dem ihm das Jagdschloss „Mon repos“ gehörte.
1785 trat Ferdinand Christoph von Waldburg-Zeil sein Augsburger Kanonikat gegen 10.000 Floren an Johann Baptist Graf von Sternberg ab. Ein Jahr später verstarb er im Alter von 67 Jahren. Er hinterließ eine umfassende wissenschaftliche Bibliothek mit über 5.000 Bänden. Sein Leichnam wurde in der Salzburger Gabrielskapelle beigesetzt und 1967 in die Priestergruft auf dem Sebastiansfriedhof überführt.